# Чешма под чинара
Чешмата под чинара е постройка в град Сандански (Свети Врач), България, с ценен възрожденски релеф от 1854 година.

## Местоположение
Чешмата е разположена в центъра на града, под вековно чинарово дърво.

## История
На чешмата има красив барелеф с неясна символика, изработен от майстор от Дебърската художествена школа в 1854 година за чешмата в двора на Ески джамия в Сяр. След Младотурската революция в 1908 година плочата трябвало да бъде разрушена, но е прибрана от един грък. През Балканската война български войници я отнасят във Валовища, където остава. По време на Първата световна война български войници от Втора армия я отнасят в Свети Врач и я поставят в Банята. В 1933 година е поставена на чешмата.
Според друго мнение, чешмата е дело на горнобродски каменоделци и е изработена за градска чешма на Валовища. Чешма на горнобродските каменоделци с идентична централна композиция е чешмата в двора на музея в град Гоце Делчев. Дело на тези каменоделци е била и мраморната чешма в старата част на град Благоевград, по-късно демонтирана.

## Описание
В средата на плочата има два релефни лъва, обвързани с верига, седнали на колонки. Под тях тече водата. Над лъвовете има надпис на арабски – машаалах. От двете страни на тоя надпис е издълбана годината, през която е направен барелефът – отляво 1271 по хиджра, отдясно 1854 от Христа. Над лъвовете има звездички, две кандилници за тамян или ибрици и в двата края слънце и полумесец. Най-отгоре има шестокрил херувим.